# لیبشوتسبرگ
لیبشوتسبرگ (به آلمانی: Liebschützberg) یک شهر در آلمان است که در نوردزاکسن واقع شده‌است. لیبشوتسبرگ ۳٬۴۵۷ نفر جمعیت دارد.

## خواهرخوانده
شهر گایلینگن خواهرخواندهٔ لیبشوتسبرگ هست.